# Малая Молчановка
Ма́лая Молча́новка — улица в центре Москвы в районе Арбат между Большой Молчановкой и Большим Ржевским переулком. В переулке расположено посольство Бельгии.

## Происхождение названия
В этом районе располагалась слобода трубников (Трубниковский переулок), по которой ранее переулок назывался Большие Трубники, затем Монаковский переулок, предположительно, по фамилии домовладельца. В этих переулках находилось обширное домовладение стрелецкого полковника М. А. Молчанова, и они со временем (с XVIII века) стали называться Большая и Малая Молчановка.

## Описание
Малая Молчановка начинается от Большой Молчановки напротив дома № 10 по Новому Арбату и проходит на северо-запад до Большого Ржевского переулка.

## Здания и сооружения
По нечётной стороне:
- № 7 — Особняк Грибова (1909—1910, инженер А. Н. Милюков по проекту архитектора Б. М. Великовского), ныне — Посольство Бельгии в России.

По чётной стороне:
- № 2 — Деревянный одноэтажный особняк с мезонином в стиле ампир построен после московского пожара 1812 года. В этом доме, арендованном у купчихи Ф. И. Черновой, в 1829—1832 годах проживала Е. А. Арсеньева с внуком М. Ю. Лермонтовым. В 1979 году в здании открыт дом-музей М. Ю. Лермонтова. В 1994 году перед домом установлен скульптурный портрет Лермонтова (скульптор А. Н. Бурганов, архитектор М. М. Посохин)[1][2].
- № 4 — Доходный дом (1913, архитектор А. Д. Чичагов)
- № 6 — Доходный дом В. Б. Казакова (1909, архитектор Н. Д. Струков)[1]. Здесь в 1880-х годах жила О. А. Федченко[3].
- № 8 — доходный дом Г. А. Гордон — С. Е. Шугаева (1913—1914, архитекторы В. Н. Волокитин, И. Г. Кондратенко и С. А. Дорошенко)[1]

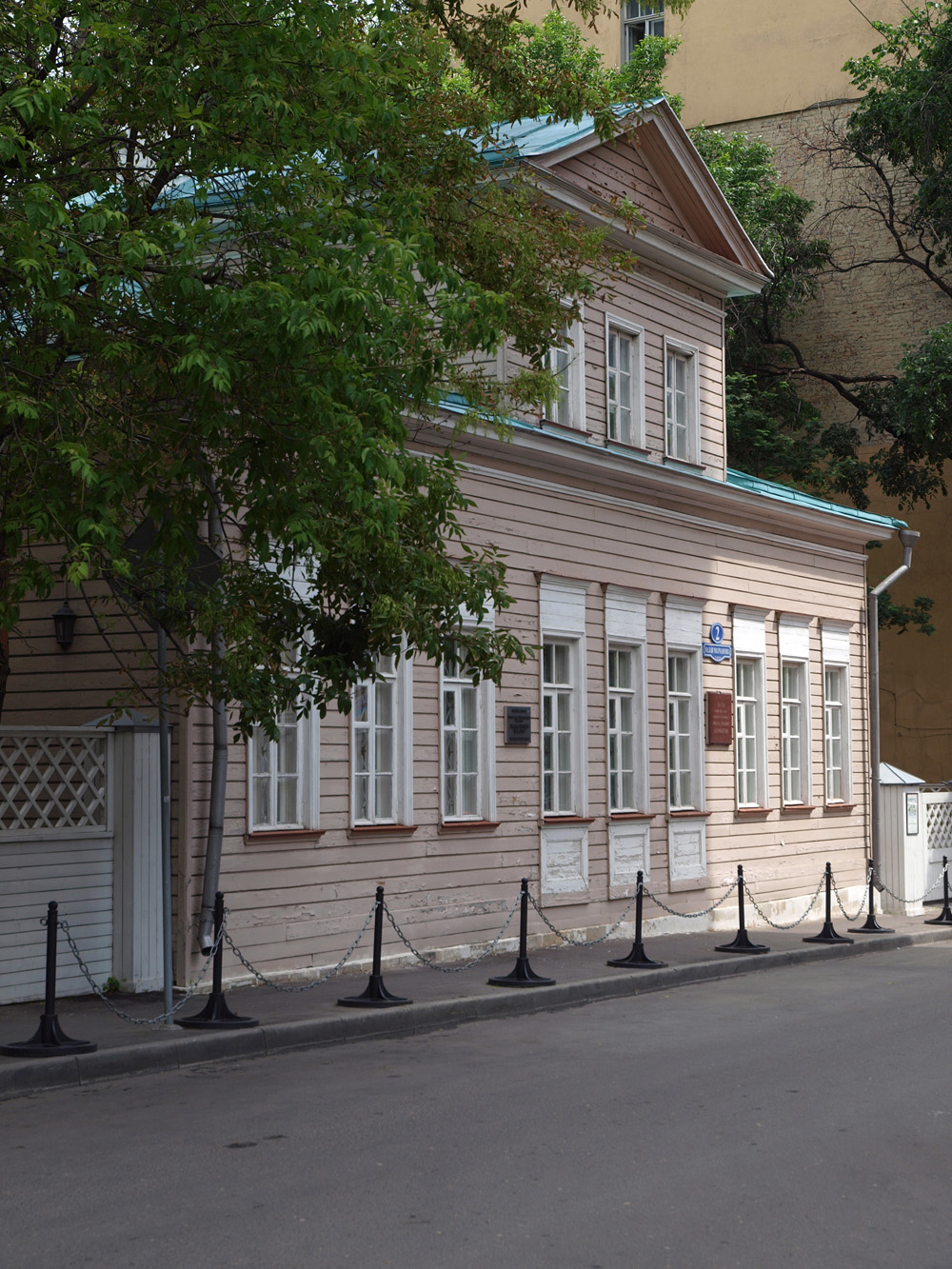
Дом-музей М. Ю. Лермонтова, где поэт жил в 1829—1832 годах (№ 2)
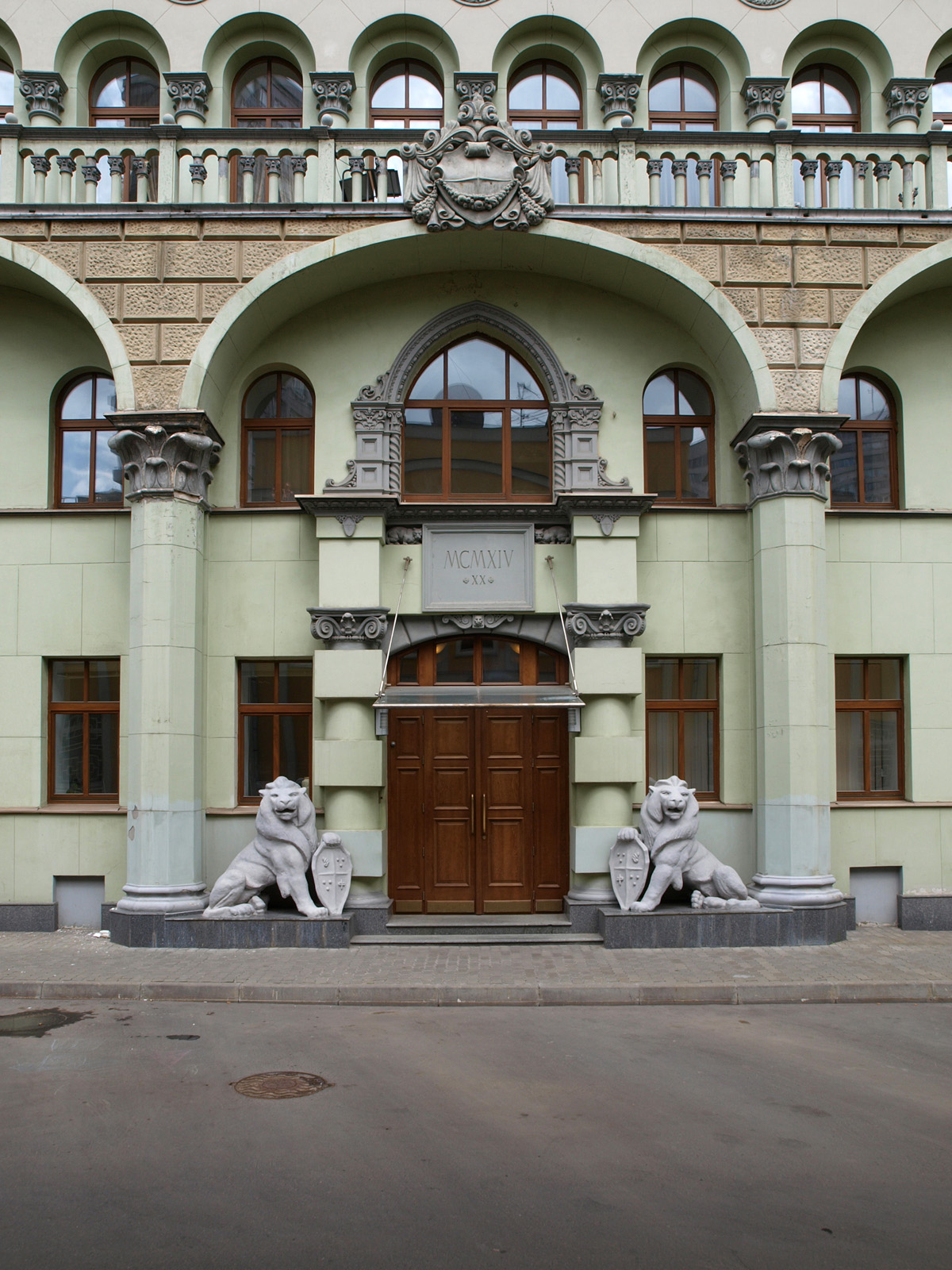
Доходный дом Г. А. Гордон (№ 8)

В доме князя Урусова в студенческие годы жил Сергей Чаплыгин.